# Phra Prang Sam Yod

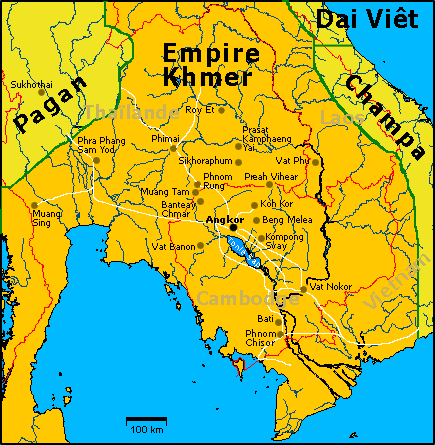
Principaux sites khmers

Le Phra Prang Sam Yod (Thai:พระปรางค์สามยอด, Khmer:ប្រាសាទព្រួញបី Prasat Pruonh bei) est un temple de Lopburi (Thaïlande) situé sur une butte à l'est de la voie de chemin de fer près du San Phra Kan.

## Description
Le temple est de style Bayon (XIIe - XIIIe siècles). Il est constitué de trois prangs (prang sam signifie trois prangs en thaï) reliés les uns aux autres par un corridor, sur un axe nord-sud. À l'intérieur du prang central se trouve une plateforme sur laquelle se trouvait une statue de Bouddha protégé par un nâga ; le plafond était orné d'étoiles rouges. À l'intérieur des deux autres prangs, se trouvaient une statue du Bodhisattva Avalokiteshvara et une statue de Prajnaparamita. Sur le côté est, pendant le règne de Narai le grand (1656-1688), on a construit un viharn où se trouve une statue de Bouddha en méditation, de style Ayutthaya (XIVe siècle environ).
Il est fait de latérite décorée de bas-reliefs en stuc de très belle qualité (il reste des nâgas à cinq têtes, des kâlas, des éléphants et une frise de hamsas). Les colonnettes sont décorées de rishis assis avec les genoux en l'air sous l'abri d'un Ruean Kaeo, ce qui est typique du style du Bayon.

## Histoire
Le Phra Prang Sam Yod était à l'origine un sanctuaire du bouddhisme Mahayana. Il fut ensuite utilisé comme temple shivaïte (des yonis et des lingas furent installés dans chacun des trois prangs) à la mort du roi Jayavarman VII. Narai Le Grand fit restaurer le temple en tant que sanctuaire du bouddhisme Theravada, et fit construire le viharn de brique, dont les portes et fenêtres sont une combinaison de style Ayutthaya et européen.

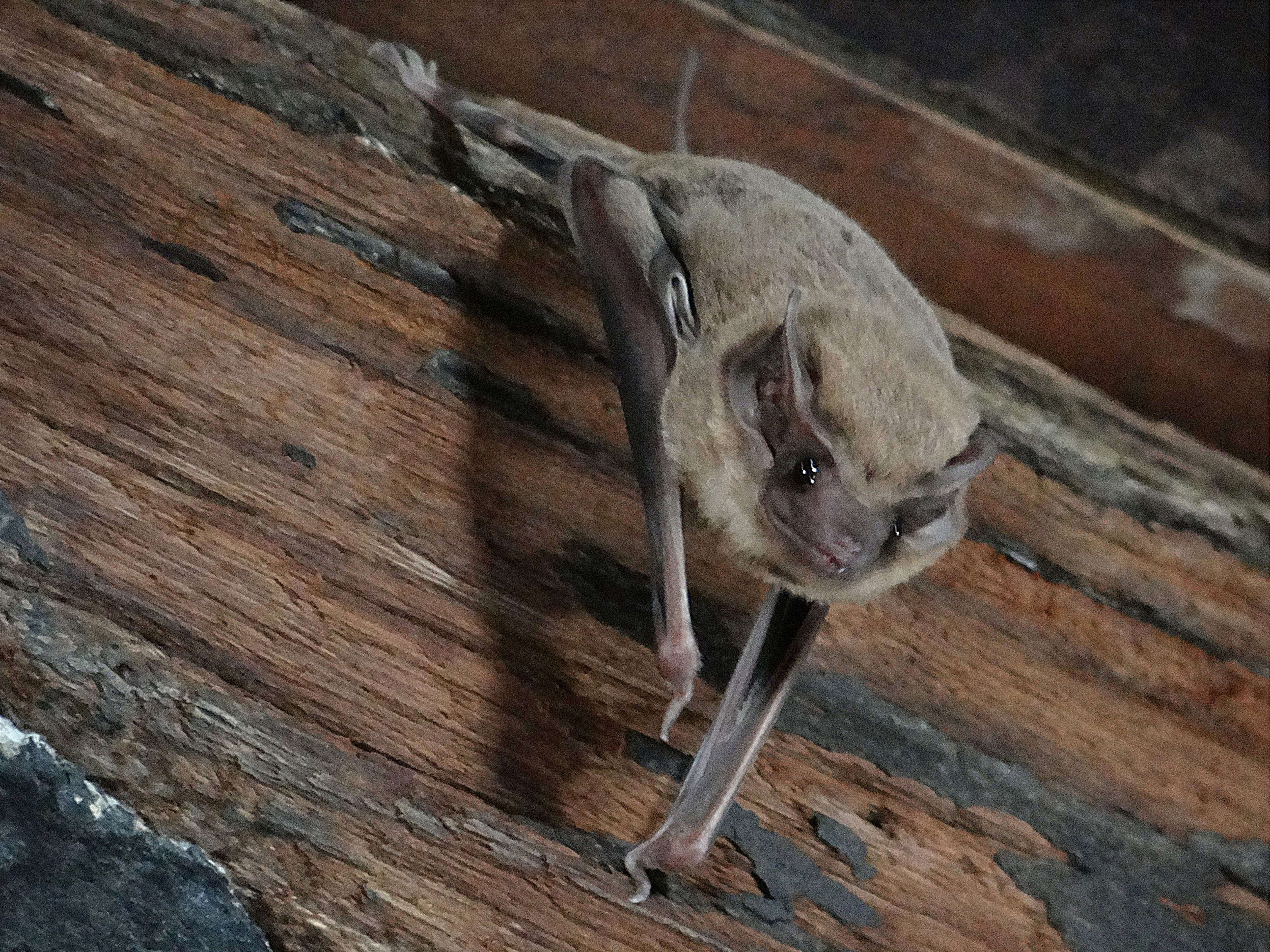
Chauve-souris dans le temple de Phra Prang Sam Yod

## Photographies

Détails du Phra Prang Sam Yod
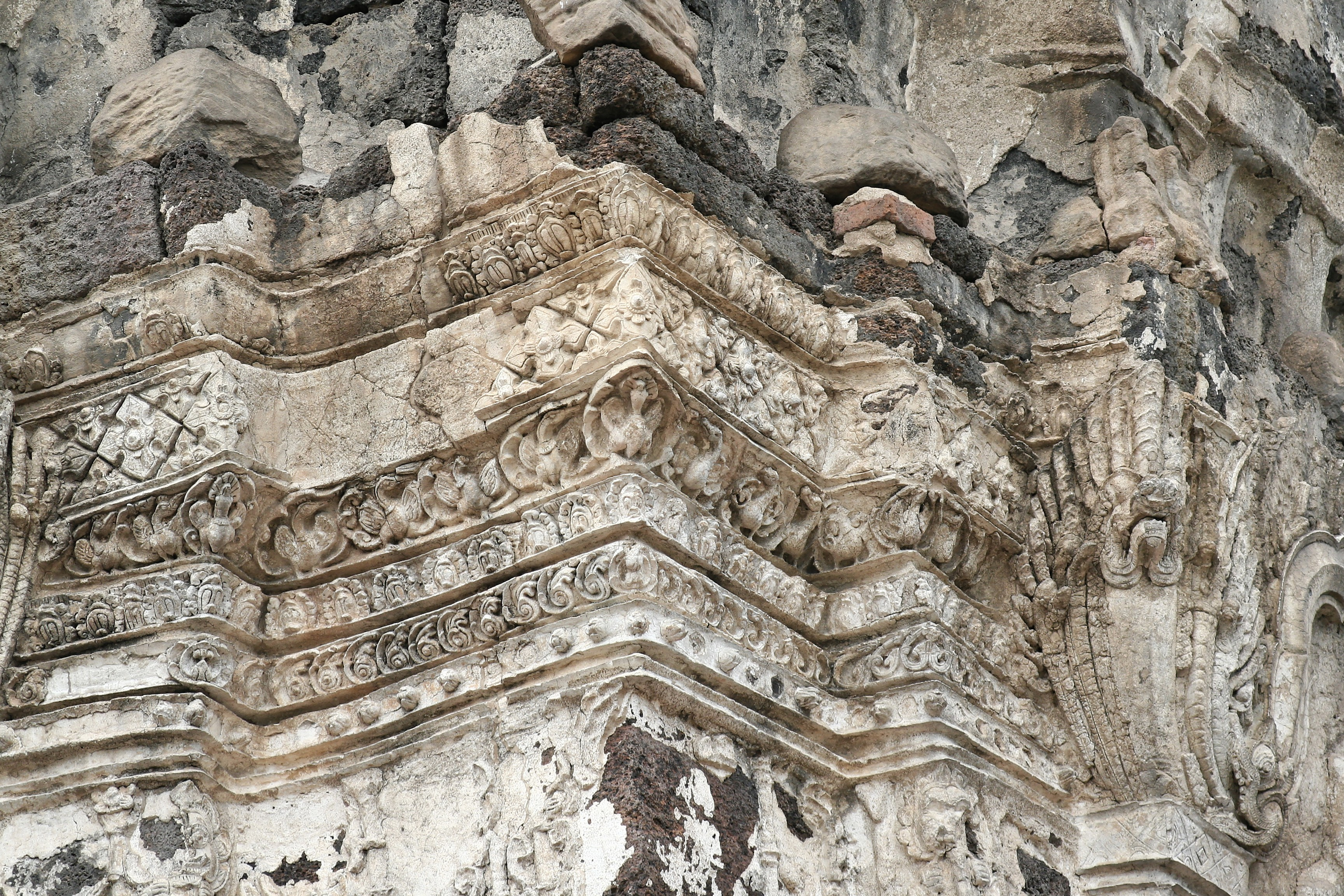
Corniche en stuc avec une frise de hamsas et un naga
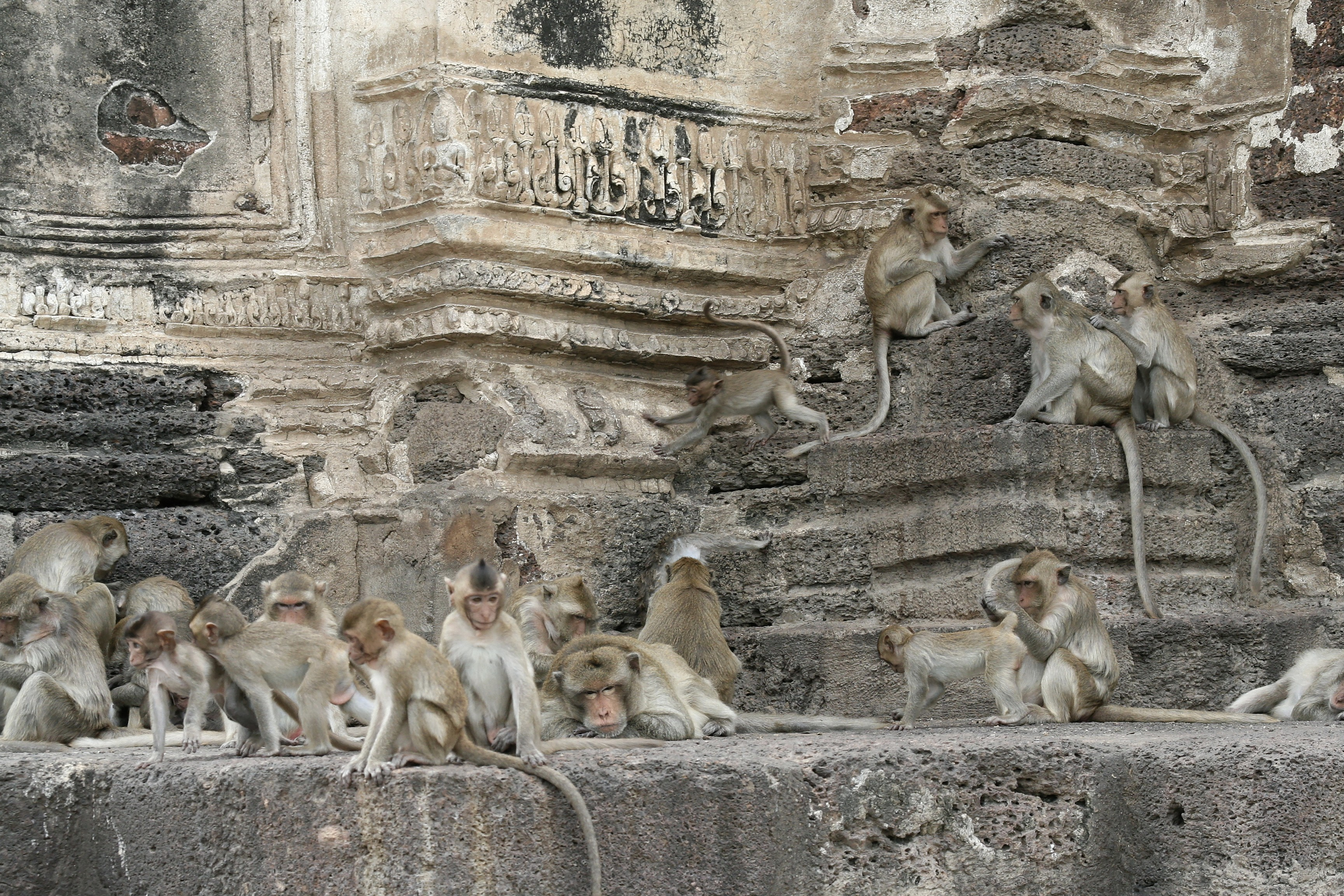
Attention aux singes!  (macaques à longue queue ou macaques crabiers de Lopburi)
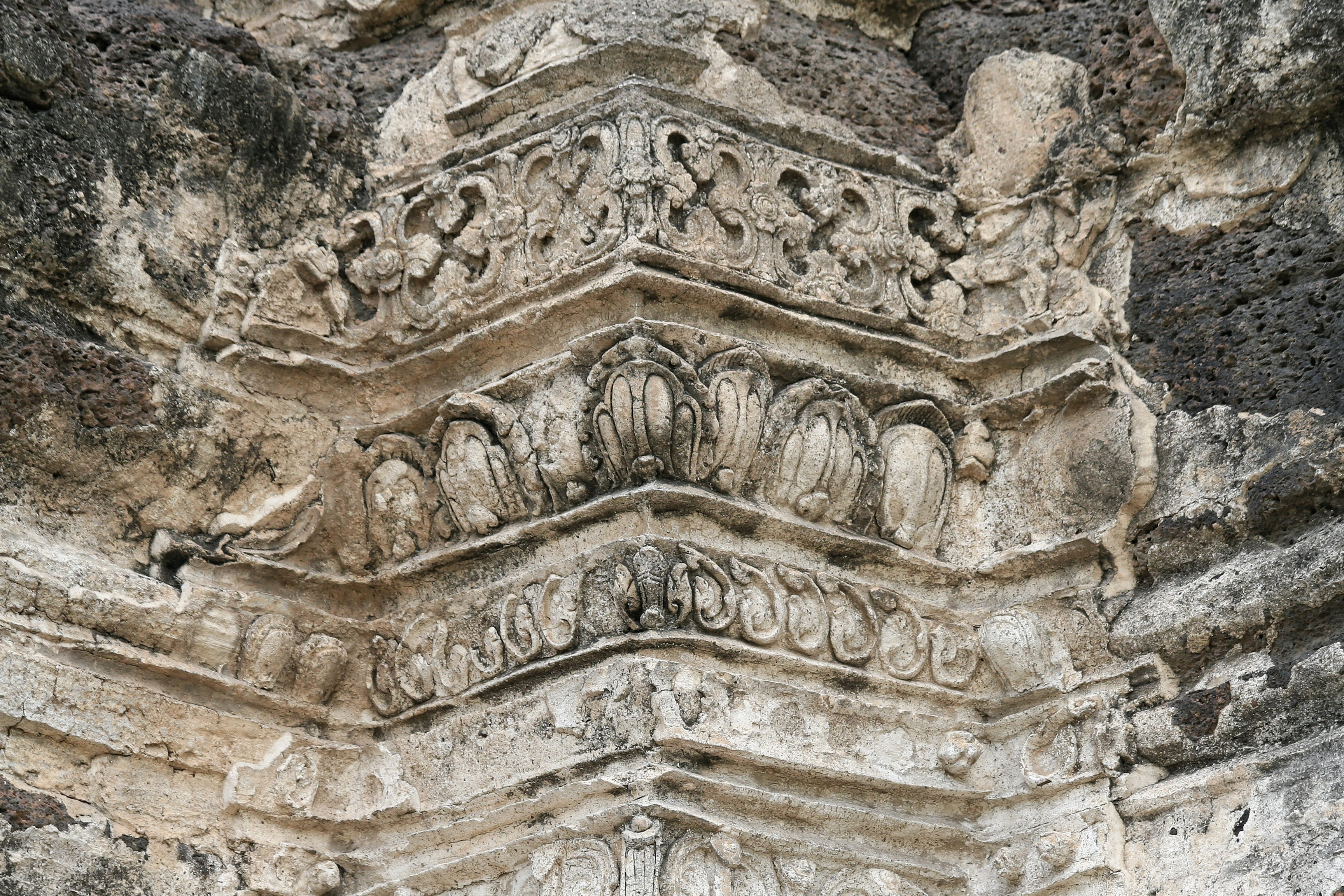
Corniche en stuc
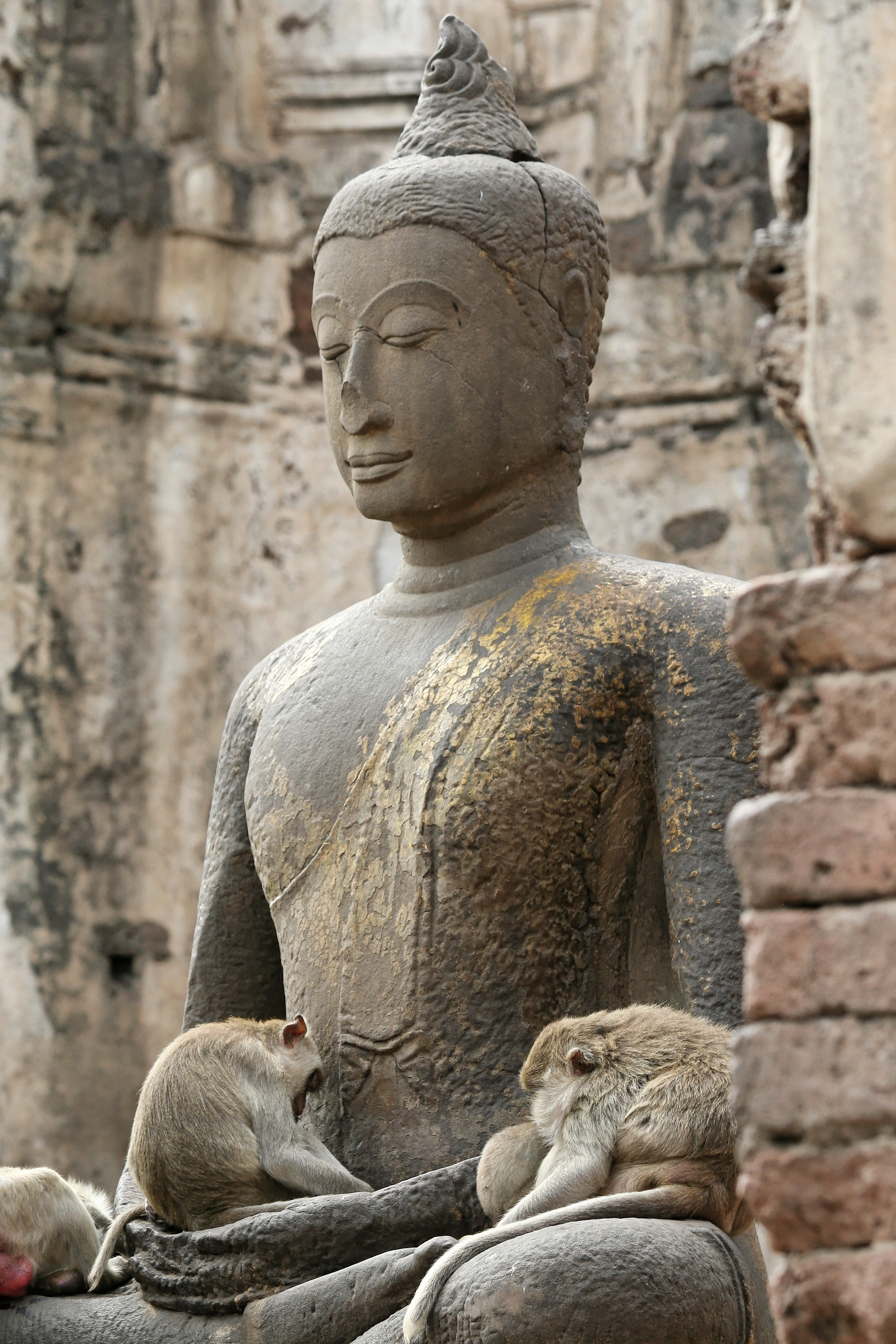
Le Bouddha en position de prise de témoin
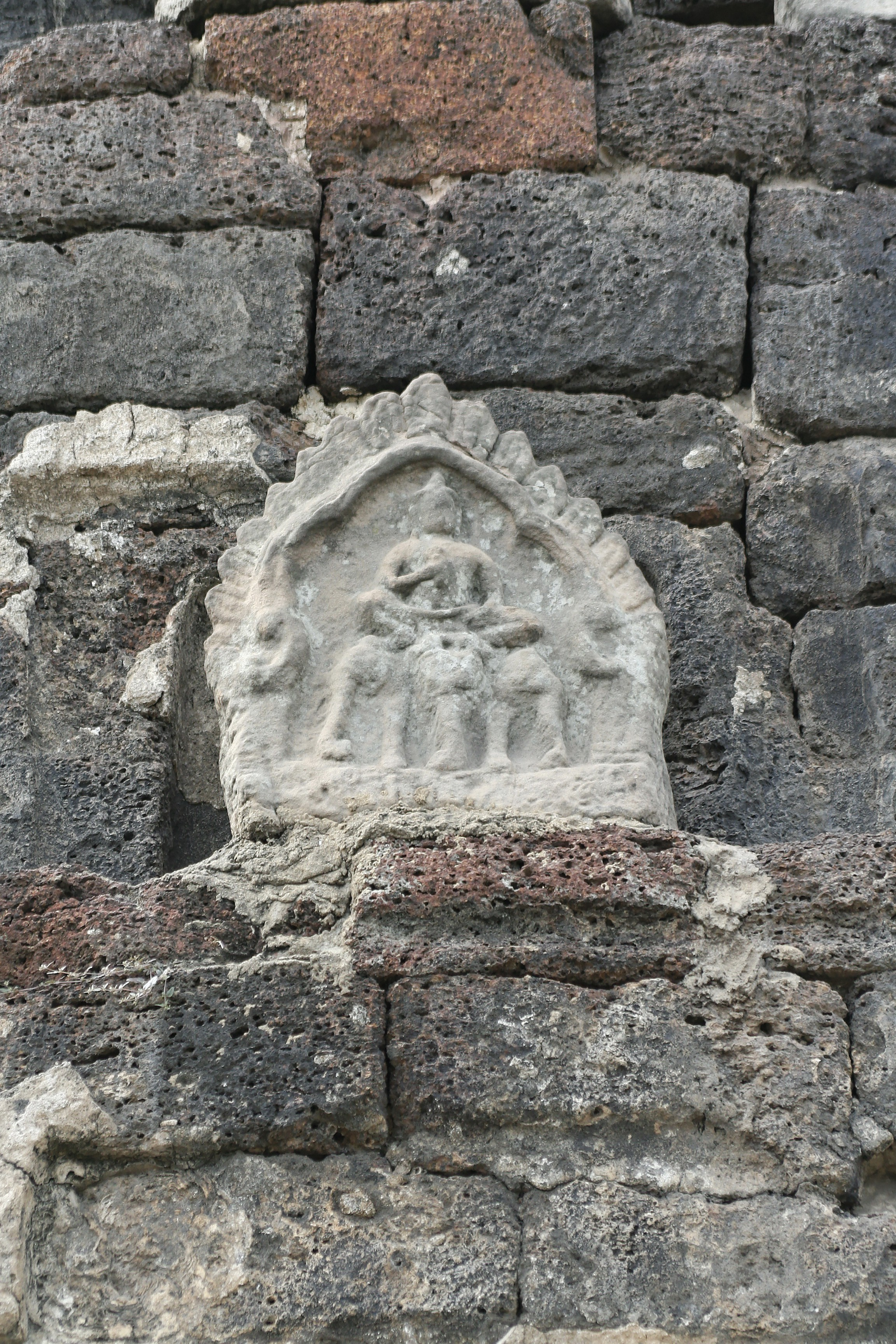
Une antéfixe
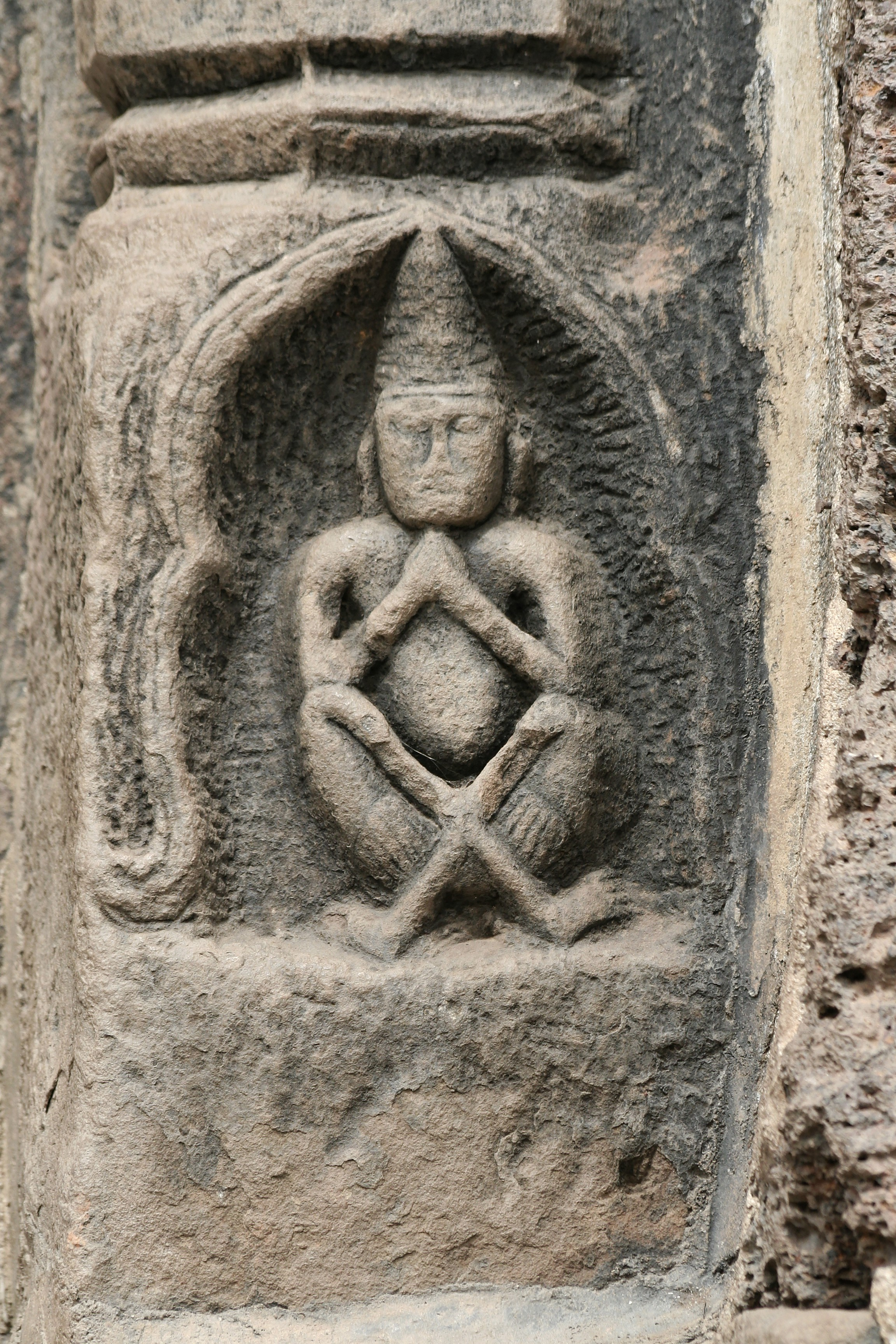
Un rishi (ermite) au pied d'une colonnette